# Flamiguinhos
Flamiguinhos é um projeto infantil com produtos/conteúdos licenciados pelo Flamengo que pertece à agência de marketing esportivo "Gávea Sports & Entertainment".
O projeto conta, entre outros, com um canal no Youtube com 150 mil inscritos, e um álbum musical.

## Canal no Youtube
Flamiguinhos é o canal oficial com conteúdo infantil do Flamengo no YouTube. Foi criado em fevereiro de 2020.
As animações, que tem o formato “sing-along” - em que os espectadores cantam junto com os personagens - e que são produzidas em parceria com a Grajaú Filmes, contam com personagens que interagem com figuras históricas do Flamengo (como Zico, a ex-ginasta Luisa Parente, o remador e fundador do futebol do clube Alberto Borgerth, a estrela do atletismo rubro-negro Érica Lopes, o ex-técnico e jogador Carlinhos Violino, e o ex-técnico de basquete, futebol e polo aquático Togo Renan Soares) e artistas que torcem pelo clube, como Dudu Nobre e Léo Jaime.
De acordo com o site SocialBlade, plataforma de rastreamento e análise das estatísticas de mídias sociais, o Flamiguinhos ocupa atualmente a oitava posição no ranking entre os canais oficiais de clubes de futebol do Brasil.
Personagens
- Tuco: Apelido de Arthur, criado para homenagear Zico (Arthur Antunes Coimbra), ídolo do Flamengo. O garoto esperto representa o jogo de cintura do time, a capacidade de sempre se virar e conseguir os resultados mais improváveis;
- Lulu: Personagem que homenageia a ex-ginasta Luisa Parente. Essa simpática garotinha personifica o amor e paixão pelo Flamengo, abraçando todos com acolhimento e carinho;
- Carlinhos: Pai do Tuco e da Lulu, recebeu o mesmo nome do técnico, jogador e ídolo que fez história no Fla, Carlinhos Violino. O “maestro” das brincadeiras da criançada garante sempre a harmonia da turminha;
- Vitória: Mãe do Tuco e da Lulu, sempre se identificou com o "vencer, vencer, vencer" do hino. Guardiã da garotada, está presente em todos os momentos da turma, incentivando a todos com seu cuidado e afeto;
- Beto: batizado em homenagem ao remador e fundador do futebol do Fla, Alberto Borgerth. É um garoto muito brincalhão, que representa a descontração e as brincadeiras características da torcida;
- Keka: Apelido da Érika, nome em homenagem à nossa estrela do atletismo, Érica Lopes, a Gazela Negra. Cheia de carisma e guerreira da turma, a craque no futebol com os amiguinhos representa toda a raça rubro-negra na hora de qualquer disputa;
- Canela: Um adorável cãozinho que recebeu esse nome depois que a turminha conheceu a história de Kanela (Togo Renan Soares), técnico de basquete, futebol e polo aquático do Fla. Canela adora brincar com a criançada, seja na terra ou no mar, como está no hino;
- Ferusa: Outra história contada para a garotada inspirou o nome dessa corajosa gatinha; Pherusa foi a primeira embarcação do remo do Fla. Resiliente, essa companheira aproveita bem suas sete vidas para se reinventar na diversão;

## Álbum musical
Entrando em campo é o nome do álbum musical do Flamiguinhos.

### Faixas
| N.º | Título                          | Compositor(es) | Duração |  |
| 1.  | "Filha, quer saber?"            |                | 2:09    |  |
| 2.  | "Flamengo lá no fundo do peito" |                | 2:52    |  |
| 3.  | "Hino do Flamengo"              | Lamartine Babo | 1:51    |  |
| 4.  | "Vai ter Mengo"                 |                | 2:48    |  |
| 5.  | "Parabéns do Flamengo"          |                | 1:49    |  |
| 6.  | "Alegria de ser rubro-negro"    |                | 1:51    |  |
| 7.  | "Mania dos rubro-negrinhos"     |                | 2:09    |  |
| 8.  | "Tio me diz como é"             |                | 2:37    |  |
| 9.  | "A alma de campeão"             |                | 2:28    |  |
| 10. | "Em tudo ser campeão"           |                | 3:28    |  |